# پامزار ده‌دستگار
پامزار ده‌دستگار، روستایی از توابع بخش مرکزی شهرستان بردسیر در استان کرمان ایران است.

## جمعیت
این روستا در دهستان کوه‌پنج قرار دارد و براساس سرشماری مرکز آمار ایران در سال ۱۳۹۵، جمعیت آن ۱۵۶ نفر (۴۸ خانوار) بوده‌است.